# École internationale des sciences politiques de Katowice
L’École internationale des sciences politiques de Katowice ((pl) Międzynarodowa Szkoła Nauk Politycznych w Katowicach) a été créée en novembre 1993 par l'Université de Silésie, l’Institut d'études politiques de Bordeaux et le département de science politique de l'Université catholique de Louvain. 
Son objectif est de préparer des cadres de haut niveau pour l’État, les collectivités publiques et les institutions européennes, en les formant notamment aux problématiques du monde contemporain, en réfléchissant à l’avenir des politiques publiques polonaise et européenne.
Les langues d'enseignement sont le français et polonais. Le programme est pluridisciplinaire (droit, relations internationales, sociologie, histoire, économie, etc.) Les méthodes de travail utilisées sont inspirées des instituts d’études politiques français. La moitié des heures sont assurées par des enseignants de France et de Belgique. Ceux viennent des établissements fondateurs, mais aussi d'autres, comme l'Institut d'études politiques de Lille et celui de Strasbourg.
L’école est membre de l'Agence universitaire de la Francophonie (AUF) et ses étudiants profitent des échanges organisés dans le cadre du programme Socrates-Erasmus.
Son siège est à la Faculté des sciences sociales de l'Université de Silésie à Katowice, à laquelle elle est rattachée administrativement.

## Direction
L'EISPK a été dirigée de 2004 à 2012 par le professeur Jacek Wódz, sociologue et politologue. Lui a succédé Renata Jankowska, sociologue.